# Jean-Louis Aubert (1731-1814)
Pour les articles homonymes, voir Aubert.
Ne pas confondre avec Jean-Louis Aubert, musicien né en 1955
Jean-Louis Aubert, dit l'abbé Aubert, né à Paris le 15 février 1731 et mort le 10 novembre 1814 dans la même ville, est un fabuliste, poète, journaliste et critique français.

## Biographie
Il est le fils du violoniste et compositeur Jacques Aubert (1686-1753), qui était membre en 1721 de l’Académie royale de musique, et attaché à Mme de Prie et au duc de Bourbon-Condé.
Élève au Collège de Navarre, Aubert entre par la suite dans les ordres. En 1751, il rejoint l'équipe éditoriale des Affiches annonces et avis divers; en 1752, il est à l'initiative de sa déclinaison en Affiches et Annonces de Province. Il en rédige, depuis 1752 jusqu'en 1772, la partie critique et littéraire, et fait longtemps la fortune de ce journal. Il travaille ensuite au Journal des beaux-arts.
Il écrit contre les principes musicaux de Rousseau. 
Aubert publie un recueil de Fables dans le Mercure de France, et en 1756 de Fables nouvelles qui ont un grand succès. Grimm affirme que ces fables « sont juste bonnes pour les enfants, et ne s'autorisent pas à être trop difficiles »; Voltaire au contraire les recommande. En 1761-1763, il écrit les Contes moraux sur les tableaux de Greuze, et en 1765, la Mort d'Abel et le Vœu de Jephté.
De juillet 1766 à décembre 1767, il rejoint, en remplacement de l’abbé Mercier, le Journal de Trévoux.
En 1773, on crée pour lui, au Collège de France, une chaire de littérature française, qu'il occupe jusqu'en 1784. 
En novembre de la même année, il est nommé censeur royal. Il  entend combattre « l’abus de l’esprit philosophique » aussi gagne-t-il la confiance du comte de Vergennes. En contact direct avec le secrétariat d'État aux Affaires Étrangères, il est chargé de la police des journaux étrangers. En septembre 1774, il est nommé directeur de la Gazette de France en remplacement de Marin. Il est exécré par de nombreux hommes de plumes et journaliste de son temps à l'instar de Brissot, qui le désigne comme homme de paille ou valet de Vergennes, « plat serviteur du gouvernement français » .

## Œuvres
- Traité de l’histoire universelle (Amsterdam, 1760-1762).
- nouvelle édition de ses Fables, fort augmentée, et accompagnée d’Œuvres diverses, 1774, en 2 volumes in-8 ; on y remarque des Contes moraux en vers.

- une Ode aux poètes du temps sur les louanges ridicules dont ils fatiguent Louis XVI (Paris, 1774) ;
- Parallèle de l’importance des opinions religieuses de Necker et de la religion considérée de Mme de Genlis (Paris, 1788) ;
- Mon Échantillon (poème, Paris, An VIII) ;

## Pour approfondir